# Sotto la ruota
Sotto la ruota è la seconda opera narrativa di Hermann Hesse, pubblicato per la prima volta nel 1906; si tratta di un romanzo di formazione, con il giovane protagonista che si dovrà confrontare da un lato con l'esigente e fredda pedagogia dell'epoca (la ruota sotto cui finirà per trovarsi schiacciato), dall'altro con i desideri ed ispirazioni più profonde che coltiva all'interno di sé stesso.

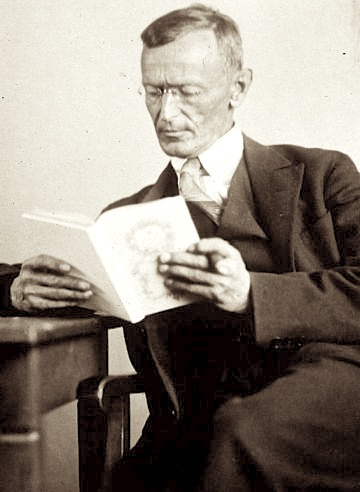
Hermann Hesse

La storia è ambientata nella regione del Württemberg, nella Germania meridionale, e racconta la sorte di un giovane di talento chiamato Hans Giebenrath. Il ragazzo è poco descritto, tutto ciò che si sa per certo è la sua magrezza e l'impegno per lo studio.
La vicenda presenta vari elementi autobiografici, in quanto, da giovane, Hesse ha frequentato il seminario da lui descritto, dal quale è stato espulso con la 'diagnosi' di crisi nervosa.

## Trama
In una piccola cittadina della Foresta Nera vive Joseph, padre vedovo del protagonista; questi, assieme al rettore della scuola, fa di tutto perché il figlio conduca sempre a buon fine e con ottimi risultati le varie verifiche ed esami. In disparte dai coetanei, per evitar "cattive influenze", convincono addirittura il ragazzo a frequentare una serie di lezioni extra a Stoccarda per prepararsi all'esame d'ammissione di stato che gli permetterebbe d'entrare al seminario evangelico del Monastero di Maulbronn.
Il giovane, risultato secondo in graduatoria (su oltre cento concorrenti), riesce ad accedere alla scuola e, come ricompensa per l'avvenuta promozione gli viene nuovamente consentito d'andar a pescare: Hans ha sempre sentito una forte vicinanza alla natura e il doverla trascurare a favore dello studio è stato un notevole sacrificio da parte sua. Egli sa però molto bene, come gli ha spiegato più volte il padre, che l'istruzione è tutto e che da questa dipende il suo futuro.
La fierezza del padre, orgoglioso che il figlio ormai faccia parte dell'élite istruita, pare compensare ampiamente la mancanza di una madre; anche il parroco del paese si dà da fare per dargli lezioni private di latino, questo per far fronte alla maggior concorrenza con cui sicuramente si troverà a dover fare i conti alla scuola interna del seminario. Solamente il calzolaio Flaig, un uomo buono e semplice, un filantropo pietista, esprime la sua opinione negativa di fronte a questo continuo accumularsi di ore di studio finendo per consigliare, per il bene del ragazzo, di fargli fare più esercizio all'aria aperta: mostrando la propria comprensione nei confronti del giovane accusa il maestro di scuola.
Per quanto importante risulti essere Joseph, non sarà però questi la figura chiave per il futuro del ragazzo. Infatti con il suo arrivo in seminario Hans scopre un'amicizia unica, quella con un certo Hermann Heilner, un tipo con spiccate inclinazioni artistiche. I due appaiono molto contrapposti come comportamento; quello abbastanza spregiudicato di Heilner difatti gli costa punizioni ed allontanamenti da parte di tutti, anche dello stesso Hans: ma il vedere Hermann respinto dagli insegnanti perché troppo autonomamente intelligente ed al contempo troppo ribelle, trasforma presto i sentimenti di Hans nei suoi confronti in aperta ammirazione e stima.
Di fronte alla morte sopraggiunta improvvisa di uno studente loro compagno del seminario i due si avvicinano sempre più: la loro speciale amicizia, infatti, suggellata dal bacio improvviso datogli da Hermann sulle labbra, torna a scaldarsi: forse è proprio la paura della morte che fa tornare Hans sui propri passi, facendogli sentire il bisogno di un complice e di un amico del cuore. Ma il comportamento di Hermann rimane pessimo e dopo un tentativo di fuga viene ritrovato dopo tre giorni in un villaggio vicino; quest'ultima marachella è la classica goccia che fa traboccare il vaso ed il ragazzo viene espulso.
L'amico dice addio ad Hans con una forte e calorosa stretta di mano; questa perdita pesa molto al protagonista, tanto da non riuscir più a sopportar la sciocca presunzione degli insegnanti. Hans pare infine avere un esaurimento nervoso, si sente costantemente stanco e soffre di frequenti capogiri e vertigini. I responsabili scolastici infine lo rimandano a casa, ufficialmente per una 'vacanza' che gli permetta di ristabilirsi, ma è invece ormai chiaro che il giovane non tornerà più al collegio del seminario, avendo oramai addosso tutto il discredito che gli ha portato l'amicizia con Hermann.
Così il giovane Giebenrath torna nel suo paese. Non potendo permettersi di tornare a scuola, Hans si ritrova costretto a scegliere un lavoro; ma dopo alcune settimane trascorse in perfetta inattività, colto da disperazione medita anche il suicidio. I bei luoghi paesani e le campagne circostanti sembrano però poco alla volta ridare forza e consolare il giovane: durante la raccolta delle mele si innamora di Emma, la nipote di Flag, da poco giunta in paese dalla città di Heilbronn.
La giovane donna mostra di non esser inesperta di questioni erotiche e, per Hans, la delusione amorosa si trova dietro l'angolo: Emma se ne va, terminata la sua vacanza, senza nemmeno degnarsi di salutarlo. Il padre intanto lo aiuta ad entrar come apprendista dal maestro fabbro, ma viene schernito dagli ex compagni di classe del paese come "il fabbro che ha dato gli esami": solo August, un coetaneo apprendista meccanico, stringe amicizia con lui.
Forse per sbaglio, forse apposta, Hans cade ubriaco annegando nelle gelide acque del fiume dopo una nottata passata a bere con altri conoscenti e viene ritrovato il giorno dopo, freddo e senz'anima; proprio lì, sulle cui rive aveva precedentemente trascorso tante ore felici. Il romanzo si chiude con Joseph Giebenrath che seppellisce il figlio.

## Personaggi
- Hans Giebenrath

Si dimostra precocemente il miglior studente del paese ed il padre cerca con tutte le forze di destinarlo a 'cose più grandi'; presto l'intera sua routine quotidiana consiste esclusivamente dalle ore trascorse a studiare, fino a che tutti non iniziano a considerarlo la speranza della comunità. Sostiene l'esame di stato a Stoccarda ed ottiene il 2º posto; al collegio di Maulbronn tocca però presto i propri limiti.
Lo stretto rapporto che ha col giovane artista ribelle Hermann lo mette però in cattiva luce e finisce per aver un effetto negativo sulla sua reputazione. Torna deluso al paese e termina la propria vita in fondo alle acque gelide del torrente.
- Padre di Hans

Spinge il figlio fino all'estremo, ché deve ottener il 1º posto all'esame regionale per poter frequentare il liceo grazie ad una borsa di studio, in quanto le tasse scolastiche risultano troppo costose. Gli impone snervanti ore di studio vietandogli anche il passatempo della pesca e l'allevamento dei conigli, tanto amati dal ragazzo. Neanche la morte di Hans lo induce ad un esame di coscienza: come tutti gli altri responsabili - l'insegnante, il preside, il parroco - giudica il fatto come una mera disgrazia. Viene più volte definito un "filisteo"-ipocrita.
- Emma

Unica presenza sentimentale femminile di un certo rilievo e spessore nella vita di Hans. Purtroppo gli causerà solo l'ennesima grande delusione.
- Flaig

Il calzolaio del paese, è un devoto pietista. Arriva a pensare addirittura che il pastore luterano della locale parrocchia non creda veramente in Dio; i due attuano difatti l'uno contro l'altro una guerra silenziosa di posizione. Viene raffigurato in certi momenti come l'angelo custode di Hans: è l'unico a considerare la morte del giovane come un suicidio, chiamando i causa come diretti responsabili non l'alcol, bensì gl'insegnanti, l'istituzione scolastica e l'ambizione del padre.
- Il parroco

Dà lezioni di ripasso e doposcuola ad Hand in preparazione degli esami che questi sta per affrontare.
- Hermann Heilner

Uno spirito sognatore e poetico. Attraverso la sua amicizia con Hans, dai tratti vagamente omoerotici, il protagonista pare cambiar per la prima volta atteggiamento nei confronti della scuola. Isolato dagli insegnanti, prima fugge e poi subisce l'espulsione.
- Il rettore

Mette subito Hans fortemente sotto pressione; sembra veder il ragazzo solo come un talento da far sbocciare e fruttare.

## Analisi
Particolare attenzione va data al lato autobiografico del libro. Hesse era un giovane pieno di problemi con i familiari, costretto a studiare in seminario, dal quale scappa, proprio come Hans. Inoltre la morte di Hans non si può negare che sembri un suicidio, lo stesso suicidio che Hesse tentò e fallì a quell'età, nel 1892, con una rivoltella.
Un altro appunto è da dedicare alle descrizioni più naturalistiche: la pesca, i paesaggi, le acque, i prati, i conigli e i recinti. Tutti elementi presenti nella vita di Hesse e che l'autore descrive come davanti ai suoi occhi, con minuziosità e pathos.
Per ciò che riguarda la vita scolastica di Hans, si nota come la scuola per quel ragazzo fra tanti sia estremamente importante, ma più per dar soddisfazioni ai familiari che per intima gioia. Diversamente da Siddharta, Hans studia per realizzare le ambizioni del padre, non se stesso e a perderci sarà appunto quel padre, che col cappello in mano e le lacrime agli occhi, ascolta la predica del pastore del paese durante il funerale del figlio.

## Edizioni italiane
- Sotto la ruota, trad. di Lydia Magliano, Collana BUR nn.2069-2070, Milano, Rizzoli, 1964; BUR L 137, 1977; Introduzione di Giuseppe Bevilacqua, BUR, 1979, ISBN 88-17-12137-1; Collana Superclassici n.30, BUR, 1991, ISBN 88-17-15130-0.
- Sotto la ruota, trad. di Lydia Magliano, Introduzione di Enrico Groppali,[3] Collana Oscar n.1236, Milano, Mondadori, 1992, ISBN 88-04-44832-6.
- Sotto la ruota, in Romanzi brevi, trad. di Francesca Ricci, Collana Grandi Tascabili Economici Newton n.66, Roma, Newton, 1990, ISBN 88-7983-035-X.
- Sotto la ruota, trad. di Luisa Coeta, Collana Tasco n.220, Milano, Sugarco, 1993, ISBN 88-7198-226-6; Sugarco, 2015, ISBN 978-88-7198-689-0.